# Malovše
Malovše falu Szlovéniában, a Goriška statisztikai régióban, a Vipava-völgy északi szélén. Közigazgatásilag Ajdovščinához tartozik.
A falu templomát Szent Kozma és Damján tiszteletére emelték és Črniče egyházközséghez tartozik, a Koperi egyházmegyén belül.

## Fordítás
- Ez a szócikk részben vagy egészben  a   Malovše című angol Wikipédia-szócikk ezen változatának fordításán alapul.  Az eredeti cikk szerkesztőit annak laptörténete sorolja fel. Ez a jelzés csupán a megfogalmazás eredetét és a szerzői jogokat jelzi, nem szolgál a cikkben szereplő információk forrásmegjelöléseként.